# (1207) Ostenia
(1207) Ostenia ist ein Asteroid des Hauptgürtels, der am 15. November 1931 von dem deutschen Astronomen Karl Wilhelm Reinmuth an der Landessternwarte Heidelberg-Königstuhl der Universität Heidelberg entdeckt wurde.
Benannt ist der Asteroid nach dem deutschen Amateurastronomen Hans Osten.